# Bachir Hadj Ali
Bachir Hadj Ali (1920-1991) est un poète et militant politique algérien.

## Biographie
Bachir Hadj Ali est né dans la Casbah d'Alger le 10 décembre 1920 d'une famille originaire d’Aït Hammad (Azeffoun) en Kabylie. Il suit les cours de l'école coranique et de l'école française mais, pour aider sa famille, renonce en 1937 à entrer à l'École normale d'instituteurs. Après sa démobilisation, il adhère en 1945 au Parti communiste algérien (PCA). En 1948 il devient rédacteur en chef du journal Liberté, organe central du PCA, entre à son secrétariat en 1951 et est en 1953 condamné à deux ans de prison par les tribunaux coloniaux pour atteinte à la sûreté de l'État.
Demeuré dans la clandestinité durant toute la guerre de libération nationale, Bachir Hadj Ali négocie en 1956 avec Sadek Hadjerès l'intégration à titre individuel dans l'ALN des « Combattants de la libération », organisation militaire des communistes algériens, créée en 1954, dont il est responsable. Il prend alors la direction du PCA.

### Après l'indépendance
Après l'Indépendance le président Ben Bella interdit en novembre 1962 le PCA. Bachir Hadj Ali est, auprès de Mouloud Mammeri, Jean Sénac, Mourad Bourboune, l'un des fondateurs de l'Union des écrivains algériens, dont il démissionne en 1963.
Après la prise du pouvoir par Houari Boumediène le 19 juin 1965, il crée avec la gauche du FLN, Hocine Zahouane et Mohammed Harbi, l’« Organisation de la Résistance Populaire » (ORP). Il est en septembre arrêté et torturé dans les locaux de la Sécurité militaire à Alger. Transféré en novembre à la prison de Lambèse il écrit L’Arbitraire sur des feuilles de papier toilette qu'il parvient à transmettre, dissimulées dans des cigarettes évidées, à sa femme Lucette Larribère lors de ses visites. Le texte qui décrit les tortures qu'il subit, et dont il conservera de graves séquelles, est publié en 1966 aux Éditions de Minuit. Sous censure et ne comprenant donc aucune remarque politique, ses lettres de prison (Lettres à Lucette, op. cit.) traduisent sa sensibilité littéraire et musicale en laissant voir plus encore l’intériorisation de la formation communiste qui s’est attachée à l’idéal progressiste d’une Algérie algérienne. Les lectures et les références culturelles sont celles que partagent les intellectuels communistes, de Nâzım Hikmet à Pablo Neruda, mais sous horizon français plus encore : Paul Éluard et, en premier, Louis Aragon, ainsi que les chansons de Jean Ferrat. La passion du Malouf est la touche propre maghrébine, mais qui se projette dans la musique andalouse algérienne. L’arabisme classique est cultivé par survalorisation d’option politique. Le patriotisme et le socialisme sont de sentiment dans l’exaltation de la permanence du peuple.
Libéré en 1968, Bachir Hadj Ali est assigné à résidence à Saïda puis Ain Sefra. Interdit de séjour dans les grandes villes algériennes, il ne regagne Alger qu'en 1974.
Libéré officiellement en 1974, Bachir Hadj Ali réduit ses activités au domaine poétique et de connaissance musicale : il fait des conférences, participe à des colloques et séminaires, soutient l’expérience théâtrale d’Abdelkader Alloula. Écrivant poèmes et essais, Bachir Hadj Ali, fondateur en 1966 du Parti de l'Avant-Garde Socialiste (PAGS). Les souffrances endurées et les séquelles des sévices, la détérioration physique qui gagne, le font entrer, après 1980, « dans une nuit de plus en plus opaque ». Il meurt à Alger le 9 mai 1991, cinq jours après son ami Mohamed Khedda, dont le tableau Le Supplicié sert de frontispice à la réédition de L’Arbitraire (1968).

## Sur Bachir Hadj Ali
- Jean Déjeux, Bibliographie méthodique et critique de la littérature algérienne de langue française 1945-1977, SNED, Alger, 1979.
- Jean Déjeux, Dictionnaire des auteurs maghrébins de langue française, Paris, Éditions Karthala, 1984  (ISBN 2-86537-085-2).
- Anthologie de la littérature algérienne (1950-1987), introduction, choix, notices et commentaires de Charles Bonn, Le Livre de Poche, Paris, 1990  (ISBN 2-253-05309-0)
- Assia Djebar, Le blanc de l'Algérie, A. Michel, 1995 (pages 193-201 de l'édition de poche)[1]

## Jugement
« L’un faisait chanter les couleurs, l’autre extorquait aux mots un suc insoupçonné. Une amitié qui n’avait rien de mondain les liait : une camaraderie intransigeante, une attention pointilleuse, une affection profonde et inquiète. Mohammed Khadda et Bachir Hadj Ali, qui viennent de mourir à quelques jours d’intervalle, ont accompli un long chemin ensemble : chemin d’artistes, chemin d’hommes, chemin de patriotes, chemins de citoyens attachés à leur pays et à la totalité du monde. Refusant de s’enfermer dans leur art, de barricader leur porte et de calfeutrer leurs fenêtres contre les cohues, les drames et les espoirs de la rue, ils ont décidé d’être aux côtés de leurs semblables qui luttent pour leur dignité et pour celle de tous les hommes. Et, miracle! loin d’en souffrir, leur art y a gagné en exigence, en combativité, en humanisme. Chez Bachir Hadj Ali et Mohammed Khadda, il n’y a pas eu de conflit ou de divorce entre l’artiste et le militant, entre l’homme ouvert à tous les rêves et l’homme qui tente de les concrétiser par l’action.(...) 

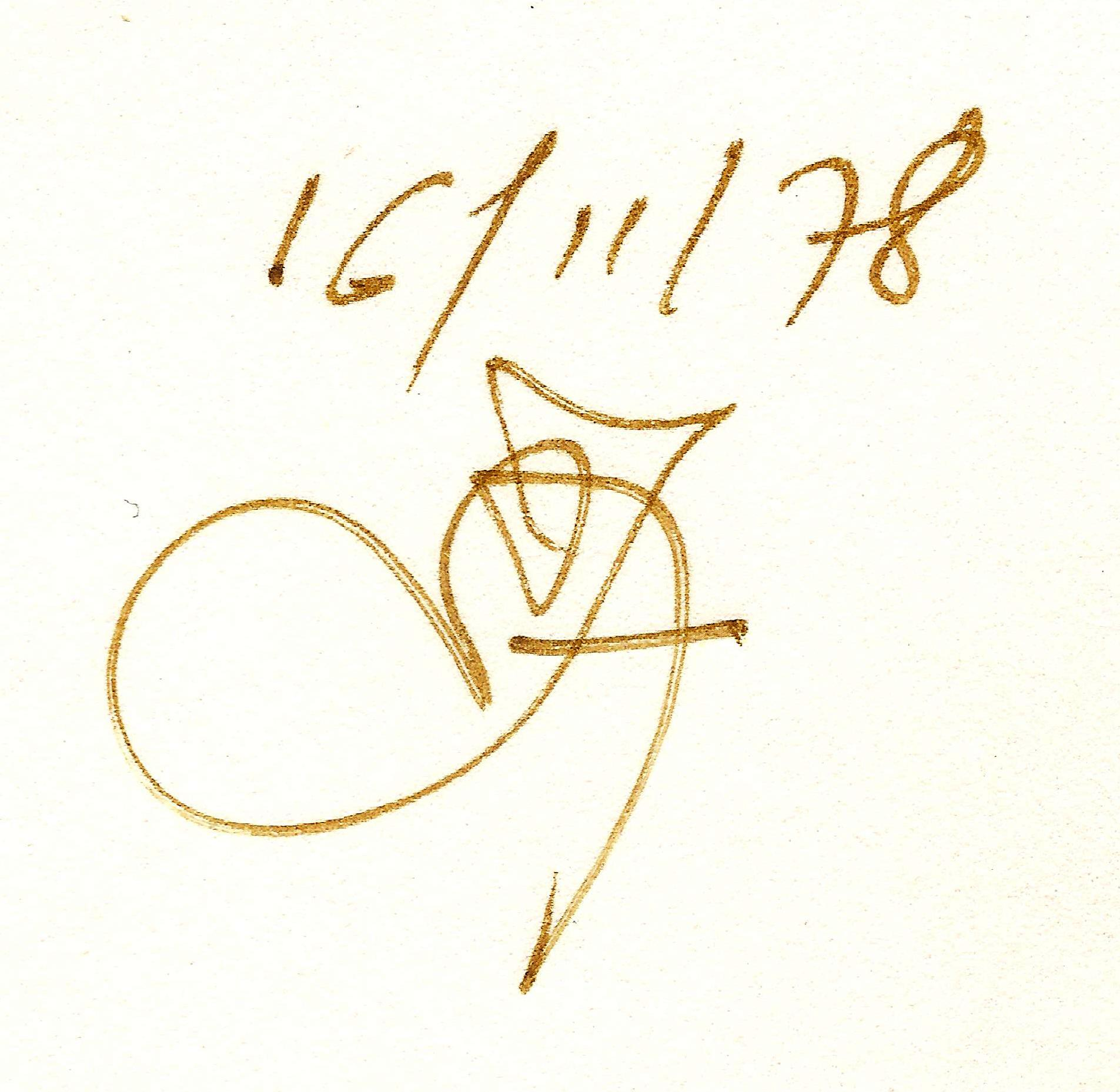
Signature de Bachir Hadj Ali

En dépit d’une action politique et d’une œuvre esthétique et analytique d’une grande portée, Bachir Hadj Ali a vécu, surtout depuis l’indépendance de son pays, dans l’ombre. L’ombre que dicte l’humilité mais aussi, hélas! celle qu’imposent les barreaux des prisons. Cet homme fait pour le chant et la lumière, épris de “soleils sonores” a connu - dans son pays devenu libre! - la torture qui meurtrit ceux qui la subissent mais n’avilit et ne mutile irrémédiablement que ceux qui la pratiquent. Bachir Hadj Ali ne nous a pas demandé de garder en mémoire les noms de ses tortionnaires, il nous a interdit de répondre à la haine par la haine. C’est pourquoi, sans oublier ses épreuves, nous retiendrons beaucoup plus ses chants qui plaident pour la joie, qui disent “les œillets rouges” et les “rêves en désordre”. (...) 

Des amateurs avertis - mais insuffisants, hélas! - ont rendu hommage au militant modèle, au musicologue, au poète dont le souffle épique s’allie à une rare originalité qui tire son essence d’une ouverture heureuse sur la culture universelle et d’un ancrage dynamique dans le patrimoine arabo-berbère. (...) 

Comment imaginer une Algérie sans M'hamed Issiakhem, sans Mouloud Mammeri, sans Kateb Yacine, sans Mohammed Khadda et Bachir Hadj Ali? Les deux derniers à nous quitter reposent aujourd’hui côte à côte, frères pour l’éternité. Leur intelligence, leur savoir-faire et leur amour ont interrogé et affronté la grande énigme du monde. Ils ont contribué à nous rendre la terre plus habitable. Ils ont contribué à faire de leur pays une oasis de plus sur la planète. »
Tahar Djaout, Frères pour l’éternité, dans Algérie-Actualité, no 1335, Alger, 16-22 mai 1991.